# Артамонов Артур Юрійович
Артамонов Артур Юрійович (укр. Артамонов Артур Юрійович; нар. 18 грудня 1992 року) — український пловець в ластах, призер Чемпіонатів Світу з підводного спорту, Чемпіон Світу у категорії Masters (2017).
У складі Національної Збірної команди України в естафеті 4х100 змішане плавання, 24 березня 2024 року у Ліньяно-Сабб'ядоро, Італія був встановлений світовий рекорд з результатом 02:48,02.

## Спортивні досягнення
Перші спортивні здобутки 
У віці 7 років Артура привела мати (Артамонова Ніна) у басейн. Вже в 9 років на змагання "З першим стартом" Артур здобув свою першу нагороду. 
Свою першу медаль у відкритому зимовому Чемпіонаті України серед юнацьких команд ДЮСШ і СДУШОР з плавання 2007 року, м. Біла Церква на дистанції 800 м. вільний стиль з результатом 09:07,63, здобув свою бронзову нагороду.

### 2009
На зимовому Чемпіонат України з плавання серед юнаків, Артур встановив два юнацькі рекорди України на дистанціях 50 м. на спині з результатом 00:25,50 та 100 м.на спині 00:55,50.
На цих змагання вперше був виконаний норматив Майстер спорту України.

### 2014
Вперше у житті Артур взяв участь у міжнародних змаганнях на турнірі World Military Championship 2014, який проходив у м. Тенеро, Швейцарія. 
Серед великої кількості учасників, Артур зміг кваліфікуватися у фінал на дистанції 100 м. на спині.
Початок кар'єри у підводному плаванні 

### 2017
У травні 2017 року проходив Чемпіонат України з підводного плавання, в якому Артур вирівшим перевірити свої сили у новому виді спорту. Змагання видались вдалими для спортсмена, на дистанції 50 м. плавання в бі-ластах він зміг завоювати перше місце з результатом 00:19,45 та кваліфікуватися на Чемпіонат Європи з плавання в ластах 2017 у м. Вроцлав, Польща.
У Чемпіонат Європи з плавання в ластах 2017, який проходив 02-09 липня 2017 року у м. Вроцлав, Польща. Артур плив дистанцію 50 м. плавання в бі-ластах, кваліфікувашись у фінал четвертим з результатом 00:19,41, пропустивши уперед двох росіян та білоруса. У фіналі проплив лише пʼятим, але покращивши свій результат на 00:19,34. На цих змаганнях вперше отримав звання Майстер спорту України міжнародного класу.
17 серпня 2017 року взяв участь World Aquatics Masters Championships та посів перше місце на дистанції 200 м. комплексне плавання з результатом 02:10,54. У цей рік Артур вперше отримав звання Чемпіон Світу.

### 2018
З 14 по 21 липня 2018 року проходив World Championship з плавання в ластах. Одразу у перший день змагань Артур у складі Національної Збірної України на дистанції 4х100 естафетне плавання в бі-ластах, посіли друге місце з Рекордом України 03:00,62, поступивши лише 2 секунди спортсменам з росії.
На своїй індивідуальній дистанції 50 м. плавання в бі-ластах Артур зміг кваліфікуватися у фінал четвертим з результатом 00:19,46. У фіналі зайняв шосте місце з результатом 00:19,58.

### 2019
У липні 2019 року взяв участь у Міжконтинентальний заплив через Босфор та посів третє місце у абсолюті та перше місце у своїй категорії. 
Ця медаль стала першою для України в історії на цих змаганнях за 30-річний період проведення змагань. Тому цей заплив став історичним не тільки для Артура, а і для всієї України.

### 2022
З початком військового стану в Україні, почались складності не тільки у житті, а також у спорті. Артур вже деякий час знаходився на паузі у спортивному житті та займався своєю командою ArtamonovTeam.
Але влітку головний тренер Збірної команди України вирішила повернути Артура у стрій та запросити на Чемпіонат Світу з плавання в ластах на відкритій воді. 
У вересні 2022 року у складі Національної Збірної команди України зміг посісти 2 місце у естафетному плаванні 4х150 м. змішана, поступившись декілька секунд Національній Збірній команді Франції. Саме ці змагання стали поштовхом продовжувати спортивну карʼєру.

### 2023
З 17-23 липня 2023 року представляв Україну на Чемпіонаті Європи з плавання в ластах у м. Годолло, Угорщина. 
На дистанції 100 м. плавання в бі-ластах Артур не зміг реалізувати кваліфікування, та у загальному заліку залишився лише девʼятим. На 50 м. плавання в бі-ластах кваліфікувався шостим з результатом 00:19,64, у фіналі на жаль приплив лише пʼятим, з результатом 00:19,56. Естафетне плавання 4х100 у бі-ластах, також залишилось без медалі для Національної Збірної команди України, поступившись третєму місцю 00:00,08 секунд.
У вересні 2023 року Артур брав участь у Чемпіонаті Світу з підводного плавання на відкритій воді. Спеціальні підготовчі тренування та хвилювання після невдалого Чемпіонату Європи не вибили з колії. 
На дистанції 150 м. на вибування, у тяжкій боротьбі зміг вибороти бронзову медаль.

### 2024
Найбільш вдалим та вирішальним роком у спортивній карʼєрі Артура став саме 2024 рік. Артур після тривалої паузи зміг реабілітуватися та змотивуватися на тренувальний процес.
2024 був кваліфікаційним роком для Всесвітніх Ігор 2025.
У березні 24-го 2024 року на Кубку Світу з плавання в ластах у Італії, поставив Світовий рекорд та Рекорд України у складі Національної Збірної України, з результатом 02:48,02 на дистанції 4х100 змішане естафетне плавання. У складі плили: Артамонов Артур, Тимошенко Євгенія, Захаров Олексій та Уварова Вікторія.
У квітні на Кубку Світу з плавання в ластах у м. Корал-Спрінгс, США, Артур зміг завоювати дві золоті нагороди на дистанціях 50 та 100 метрів плавання у бі-ластах. А також оновити Світовий рекорд та рекорд України на дистанції 4х100 змішане естафетне плавання. Але за правилами CMAS цей рекорд не змогли зробити офіціальним.
Чемпіонат Світу 2024 року у м. Белград, Сербія видався морально та фізично важким, бо це є основним стартом у сезоні, а також основним для відбору на Всесвітні Ігри 2025. 
На дистанції 100 м. плавання в бі-ластах у фіналі приплив восьмим з результатом 00:42,41. У естафетному плаванні 4х100 м. змішана естафета у рекордному складі змогли реалізувати лише пʼяте місце, але з новим Рекордом України, який складає 02:45,76. На дистанції 50 м. плавання в бі-ластах з результатом 00:19,26 посів сьоме місце. На ще одній естафетній дистанції 4х100 м. плавання в бі-ластах Національна Збірна Команди України посіла 5 місце з результатом 03:02,62.
На Фіналі Кубку Світу у м. Лігнано, Італія Артур показав свій новий рівень за завоював два срібла на дистанціях 50 та 100 метрів плавання в бі-ластах. 
Таким чином за рейтингами CMAS для кваліфікації на Всесвітніх Іграх 2025 року у м. Ченгду, Китай, Артур відібрався на дві дистанції 50 та 100 м. плавання в бі-ластах. Та увійшов у ТОП8 найкращих спортсменів за 2024 рік.

## Особисті рекорди

### «Плавання в ластах»
| Дистанця                   | Час     | Місце            | Дата           | Примітки |
| -------------------------- | ------- | ---------------- | -------------- | -------- |
| 50 м плавання в бі-ластах  | 0:19.12 | Бровари, Україна | 1 червня 2024  | PB       |
| 100 м плавання в бі-ластах | 0:42.41 | Белград, Сербія  | 12 липня 2024  | PB       |
| 50 м пірнання              | 0:15.52 | Бровари, Україна | 31 травня 2024 | PB       |

### «Плавання, коротка вода (25 м.)»
| Дистанця                  | Час     | Місце                | Дата          | Примітки |
| ------------------------- | ------- | -------------------- | ------------- | -------- |
| 200 м комплексне плавання | 1:58.99 | Біла Церква, Україна | грудень 2014  | PB       |
| 100 м комплексне плавання | 0:54.45 | Біла Церква, Україна | грудень 2014  | PB       |
| 50 м батерфляй            | 0:24.63 | Житомир, Україна     | листопад 2024 | PB       |

### «Плавання, довга вода (50 м.)»
| Дистанця            | Час     | Місце           | Дата | Примітки |
| ------------------- | ------- | --------------- | ---- | -------- |
| 50 м брас           | 0:29.04 | Харків, Україна | 2018 | PB       |
| 50 м на спині       | 0:26.65 | Харків, Україна | 2014 | PB       |
| 100 м вільний стиль | 0:51.27 | Харків, Україна | 2014 | PB       |

## Результати
Змагання у басейні
| Рік  | Змагання                             | Місце проведення   | 50 м плавання в бі-ластах | 50 м плавання в бі-ластах | 100 м плавання в бі-ластах | 100 м плавання в бі-ластах | 200 м плавання в бі-ластах | 200 м плавання в бі-ластах | 50 м пірнання | 50 м пірнання | 4x100 м плавання в бі-ластах | 4x100 м плавання в бі-ластах | 4x100 м змішана естафета | 4x100 м змішана естафета |
| Рік  | Змагання                             | Місце проведення   | Час                       | Місце                     | Час                        | Місце                      | Час                        | Місце                      | Час           | Місце         | Час                          | Місце                        | Час                      | Місце                    |
| ---- | ------------------------------------ | ------------------ | ------------------------- | ------------------------- | -------------------------- | -------------------------- | -------------------------- | -------------------------- | ------------- | ------------- | ---------------------------- | ---------------------------- | ------------------------ | ------------------------ |
| 2017 | Чемпіонат Європи з плавання в ластах | Вроцлав, Польща    | 0:19,34                   | 5                         | -                          | -                          | -                          | -                          | -             | -             | -                            | -                            | -                        | -                        |
| 2017 | Кубок Світу з плавання в ластах      | Анталія, Туреччина | 0:19,37                   | 1                         | 0:42,86                    | 2                          | 01:39,13                   | 3                          | -             | -             | -                            | -                            | -                        | -                        |
| 2018 | Кубок Світу з плавання в ластах      | Егер, Угорщина     | 0:19,67                   | 3                         | 0:43,17                    | 4                          | 01:39,49                   | 6                          | -             | -             | -                            | -                            | -                        | -                        |
| 2018 | Кубок Світу з плавання в ластах      | Пхукет, Таіланд    | 0:19,89                   | 4                         | 0:43,75                    | 5                          | -                          | -                          | -             | -             | -                            | -                            | -                        | -                        |
| 2018 | Кубок Світу з плавання в ластах      | Корал-Спрінгс, США | 0:19,27                   | 1                         | 0:44,08                    | 1                          | -                          | -                          | -             | -             | -                            | -                            | -                        | -                        |
| 2018 | Кубок Світу з плавання в ластах      | Лігнано, Італія    | 0:19,88                   | 3                         | 0:44,20                    | 4                          | -                          | -                          | -             | -             | -                            | -                            | -                        | -                        |
| 2018 | Чемпіонат Світу з плавання в ластах  | Белград, Сербія    | 0:19,56                   | 6                         | 0:43,26                    | 9                          | -                          | -                          | -             | -             | 03:00,62                     | 2                            | -                        | -                        |
| 2019 | Кубок Світу з плавання в ластах      | Лігнано, Італія    | 0:20,61                   | 14                        | 0:45,38                    | 14                         | 01:44,53                   | 20                         | -             | -             | -                            | -                            | -                        | -                        |
| 2019 | Кубок Світу з плавання в ластах      | Познань, Польща    | 0:19,79                   | 6                         | 0:43,51                    | 6                          | -                          | -                          | -             | -             | -                            | -                            | -                        | -                        |
| 2023 | Кубок Світу з плавання в ластах      | Лігнано, Італія    | 0:19,99                   | 5                         | -                          | -                          | -                          | -                          | -             | -             | 03:09,35                     | 3                            | -                        | -                        |
| 2023 | Кубок Світу з плавання в ластах      | Клайпеда, Литва    | 0:19,61                   | 2                         | 0:43,60                    | 1                          | -                          | -                          | -             | -             | 03:09,91                     | 1                            | -                        | -                        |
| 2023 | Чемпіонат Європи з плавання в ластах | Годолло, Угорщина  | 0:19,56                   | 5                         | 0:44,23                    | 9                          | -                          | -                          | -             | -             | 03:01,82                     | 4                            | -                        | -                        |
| 2024 | Кубок Світу з плавання в ластах      | Прованс, Франція   | 0:20,17                   | 9                         | 0:44,45                    | 9                          | -                          | -                          | -             | -             | -                            | -                            | 02:48,92                 | 1                        |
| 2024 | Кубок Світу з плавання в ластах      | Лігнано, Італія    | 0:19,59                   | 4                         | 0:43,53                    | 6                          | -                          | -                          | -             | -             | -                            | -                            | 02:48,02                 | 1                        |
| 2024 | Кубок Світу з плавання в ластах      | Корал-Спрінгс, США | 0:19,58                   | 1                         | 0:43,21                    | 1                          | -                          | -                          | 0:15,77       | 4             | -                            | -                            | 02:47,65                 | 1                        |
| 2024 | Чемпіонат Світу з плавання в ластах  | Белград, Сербія    | 0:19,26                   | 7                         | 0:42,41                    | 8                          | -                          | -                          | -             | -             | 03:02,62                     | 4                            | 02:45,76                 | 5                        |
| 2024 | Кубок Світу з плавання в ластах      | Лігнано, Італія    | 0:19,14                   | 2                         | 0:42,49                    | 2                          | -                          | -                          | 0:16,02       | 29            | -                            | -                            | -                        | -                        |

## Карʼєра

### Створення ArtamonovTeam
У 2015 році, по завершенню своєї професіональної спортивної діяльності у класичному плавання, Артур Артамонов створив команду, яка стала унікальним майданчиком для дорослих, бажаючих навчитися плавати та досягати спортивних вершин незалежно від рівня їхньої початкової підготовки.
За 10 років діяльності команди, було навчено плавати понад 1500 людей, багато з яких стали учасниками міжнародних запливів. Його учні успішно перепливали Босфор та Гібралтар, встановлюючи нові стандарти для аматорського спорту.
 Досягнення 
— Навчання понад 1500 осіб плаванню;
— Підготовка спортсменів до участі в запливах через Босфор та Гібралтар;
— Тренування учнів, які готуються до перепливання Ла-Маншу — одного з найскладніших водних маршрутів у світі;
— Підготовка учнів до змагань у категорії MASTERS.
На теперішній час тренування проходять у м. Київ та м. Бровари, Україна.

### Створення ArtamonovTeam Kids
У 2022 році Артур Артамонов зробив новий крок у розвитку плавання, створивши команду для дітей. Місією команди є – не лише навчити маленьких плавців триматися на воді, а й виховати в них любов до спорту, дисципліну та впевненість у власних силах.  
Завдяки багаторічному досвіду Артура та його команди в роботі з дорослими спортсменами та його прагненню розвивати нове покоління, команда швидко здобула популярність. Молоді плавці не лише вдосконалюють техніку, але й беруть участь у змаганнях, демонструючи чудові результати.  
Його підхід базується на індивідуальному підході до кожної дитини, створенні дружньої атмосфери та мотивації досягати більше з кожним тренуванням.  
Сьогодні дитяча команда – це не просто спортивний колектив, а спільнота, де виховують чемпіонів як у спорті, так і в житті.

## Тренери
— Мангер Л.О.
— Емельяненко Г.В.
— Чекоданова Н.В.
— Предко С.В.
— Ляшенко А.М.